# David Gilliland
David Gilliland (Riverside (Californië), 1 april 1976) is een Amerikaans autocoureur die actief is in de NASCAR Sprint Cup en de Nationwide Series.

## Carrière
Gilliland debuteerde in 2005 in de Nationwide Series. Zijn tot nog toe enige overwinning in deze raceklasse behaalde hij in 2006 op de Kentucky Speedway. In 2006 debuteerde bij in de Nextel Cup, de huidige Sprint Cup en hoogste afdeling in de NASCAR. Hij vertrok in 2006 vanaf poleposition tijdens de UAW Ford 500. In 2007 vertrok hij vanaf poleposition tijdens de Daytona 500 en werd achtste tijdens de race. In 2011 werd hij derde op Daytona.

## Resultaten in de NASCAR Sprint Cup
Sprint Cup resultaten (aantal gereden races, polepositions, gewonnen races en positie in het kampioenschap)
| Jaar | Races | Polepositions | Overwinningen | Kampioenschap |
| ---- | ----- | ------------- | ------------- | ------------- |
| 2006 | 15    | 1             | 0             | 42e           |
| 2007 | 36    | 1             | 0             | 28e           |
| 2008 | 36    | 0             | 0             | 27e           |
| 2009 | 31    | 0             | 0             | 37e           |
| 2010 | 32    | 0             | 0             | 32e           |
| 2011 | 36    | 0             | 0             | 30e           |
| 2012 | 36    | 0             | 0             | 30e           |
| 2013 | 36    | 0             | 0             | 26e           |